# Eduard Hamm

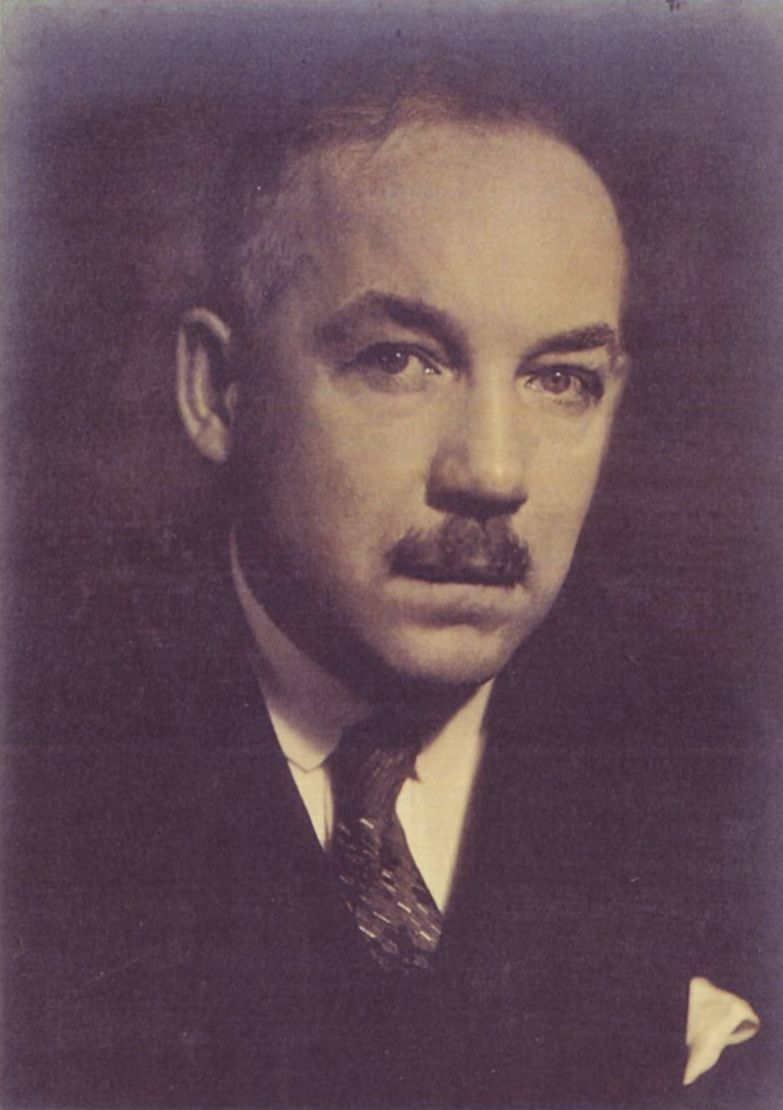
Eduard Hamm 1929

Eduard Hamm (* 16. Oktober 1879 in Passau; † 23. September 1944 in Berlin) war ein deutscher Jurist und Politiker (DDP) sowie Gegner und Opfer des Nationalsozialismus.

## Leben

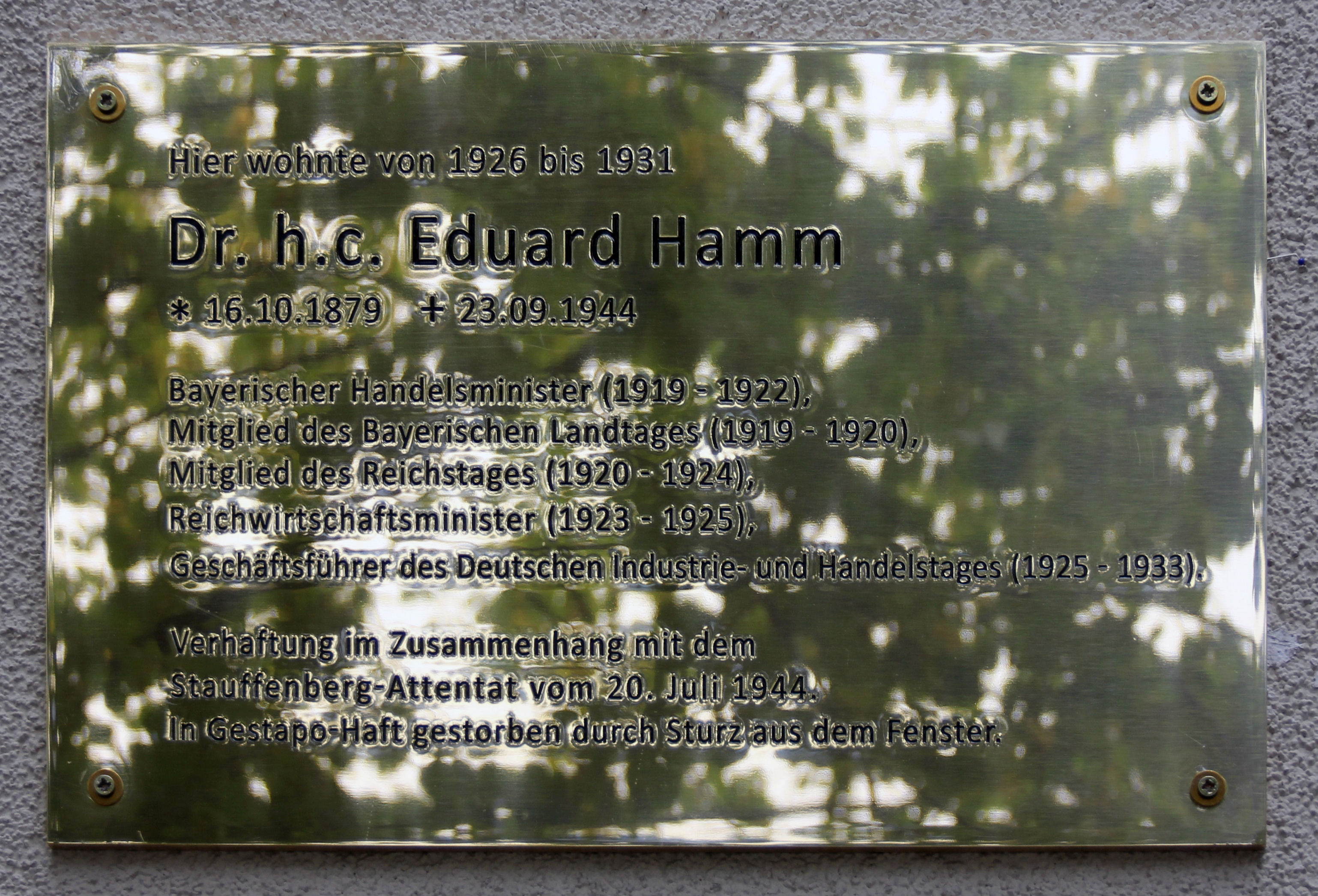
Gedenktafel am Haus, Otto-Suhr-Allee 143, in Berlin-Charlottenburg

Der Sohn eines Oberlandesgerichtsrates besuchte die Gymnasien in Metten und Deggendorf und legte sein Abitur am Gymnasium bei Sankt Stephan in Augsburg ab. Anschließend nahm er ein Studium der Rechtswissenschaft an der Ludwig-Maximilians-Universität München auf, das er 1902 mit dem ersten und 1905 mit dem zweiten juristischen Staatsexamen beendete. Hamm war Stipendiat der Stiftung Maximilianeum und Mitglied des Akademischen Gesangvereins München.
Nach dem Examen trat Hamm in den bayerischen Staatsdienst ein und war seit 1906 zunächst als „Hilfsarbeiter“ (Hilfskraft) im bayerischen Justizministerium tätig, arbeitete dann als Dritter Staatsanwalt am Landgericht München II, 1908/09 als Rechtsrat in Lindau (Bodensee) sowie als Assessor im Bezirksamt Memmingen. 1911 wurde er ins bayerische Staatsministerium des Innern berufen und 1916 von diesem als Vorstandsmitglied in die Zentral-Einkaufsgesellschaft abgeordnet. In der Folgezeit war er als Rat im Berliner Kriegsernährungsamt tätig, bis er 1917 ins bayerische Innenministerium zurückkehrte. Anfang 1918 wurde er Legationsrat in der Handelsabteilung des Bayerischen Ministeriums des Äußern.
Nach der Novemberrevolution und dem Ende der Münchner Räterepublik gehörte Hamm vom 15. Juli bis zum 14. Oktober 1920 dem Bayerischen Landtag an. Sein Landtagsmandat legte er nieder, nachdem er bei der Reichstagswahl im Juni 1920 in den Deutschen Reichstag gewählt worden war, dessen Mitglied er bis 1924 war.
Vom 31. Mai 1919 bis zum 24. Juli 1922 war Hamm Minister für Handel, Industrie und Gewerbe in den von den Ministerpräsidenten Hoffmann, von Kahr und Lerchenfeld-Köfering geführten Regierungen des Freistaates Bayern. 1922/1923 war er Staatssekretär in der Reichskanzlei unter Wilhelm Cuno, vom 30. November 1923 bis zum 15. Januar 1925 schließlich Reichswirtschaftsminister unter Reichskanzler Wilhelm Marx.
Nach seinem Ausscheiden aus der Reichsregierung war Hamm von 1925 bis 1933 geschäftsführendes Präsidiumsmitglied des Deutschen Industrie- und Handelstages, Mitglied des Vorläufigen Reichswirtschaftsrates und Herausgeber der Deutschen Wirtschaftszeitung, in der er unter anderem das Wirtschaftsprogramm der NSDAP kritisierte.
Schon 1920/1921 hatte Hamm im bayerischen Kabinett die „antisemitische Hetze“ der Nationalsozialisten angeprangert und ein Verbot des Völkischen Beobachters beantragt. Nach der Machtübernahme des NS-Regimes wurde Hamm 1933 in den Ruhestand versetzt. Er zog sich aus dem aktiven politischen Leben zurück und war in den Folgejahren als Rechtsanwalt in Berlin und München tätig. Seine Kontakte pflegte er weiterhin, vor allem zum Widerstandskreis um Otto Geßler, Franz Sperr und Carl Friedrich Goerdeler. Für den Fall eines Umsturzes war er im Schattenkabinett Beck/Goerdeler als Landesverweser für Bayern vorgesehen.
Nach dem Attentat vom 20. Juli 1944 wurde Hamm im Zuge der Aktion „Gitter“ am 2. September von der Gestapo verhaftet und in das Zellengefängnis Lehrter Straße verbracht, wo er unter bis heute ungeklärten Umständen zu Tode kam. Nach Aussage eines Gestapo-Beamten soll er sich während eines Verhörs aus dem Fenster gestürzt haben und den Folgen des Sturzes erlegen sein. Die Selbstmordthese wurde später in der Literatur wiederholt aufgegriffen und so interpretiert, dass Eduard Hamm auf diese Weise vermeiden wollte, die Namen von Mitwissern preiszugeben.
Eduard Hamm war seit 1907 mit Maria von Merz verheiratet, mit der er zwei Töchter und einen Sohn hatte. Der Historiker Wolfgang Hardtwig ist sein Enkel.

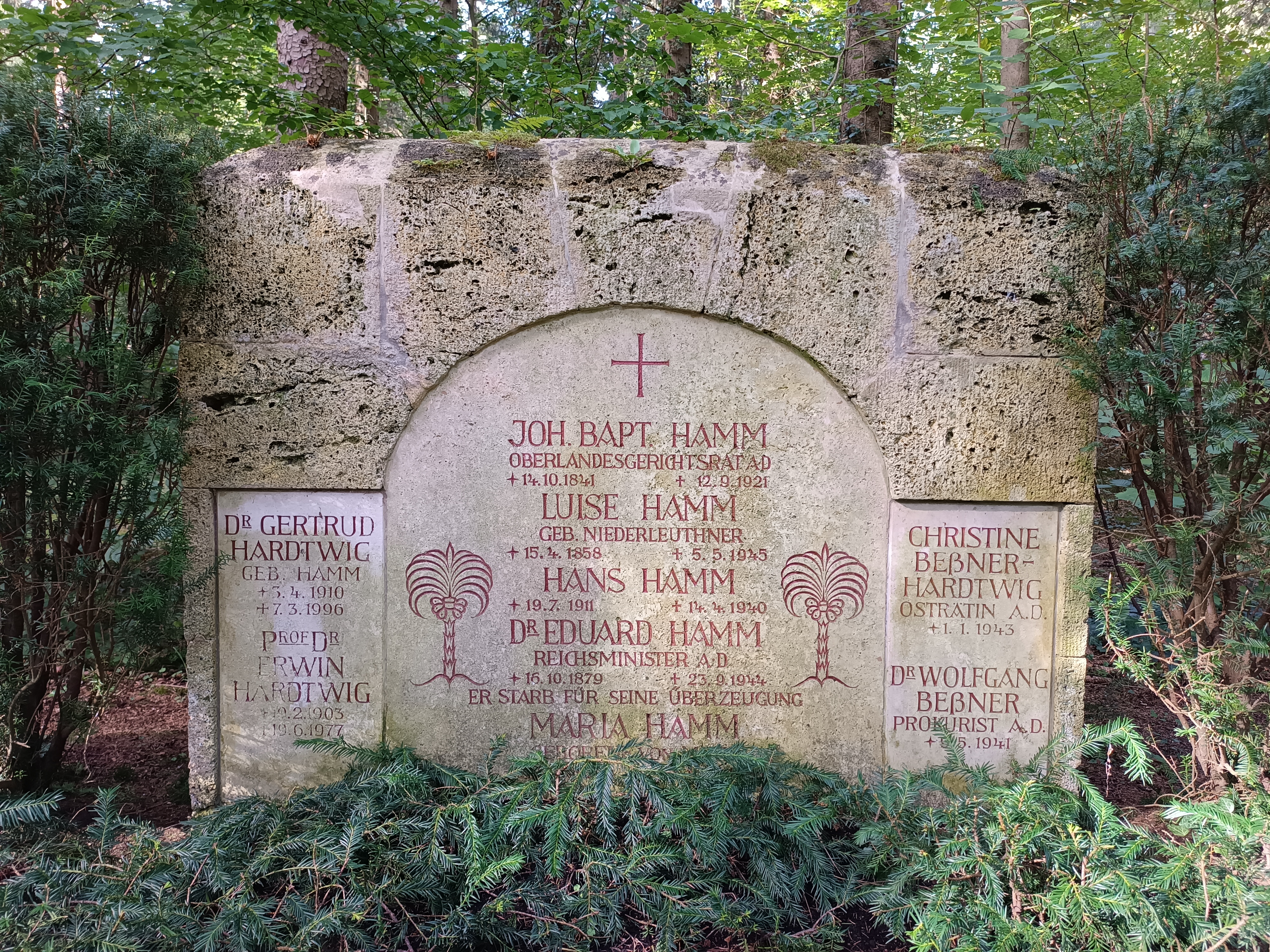
Ehrengrab auf dem Waldfriedhof München.

Er ist auf dem Münchner Waldfriedhof beigesetzt; sein Grab wurde von Oberbürgermeister Christian Ude zum Ehrengrab erklärt. Ein Teil seines Nachlasses befindet sich seit 2017 im Stadtarchiv Passau.

## Ehrungen

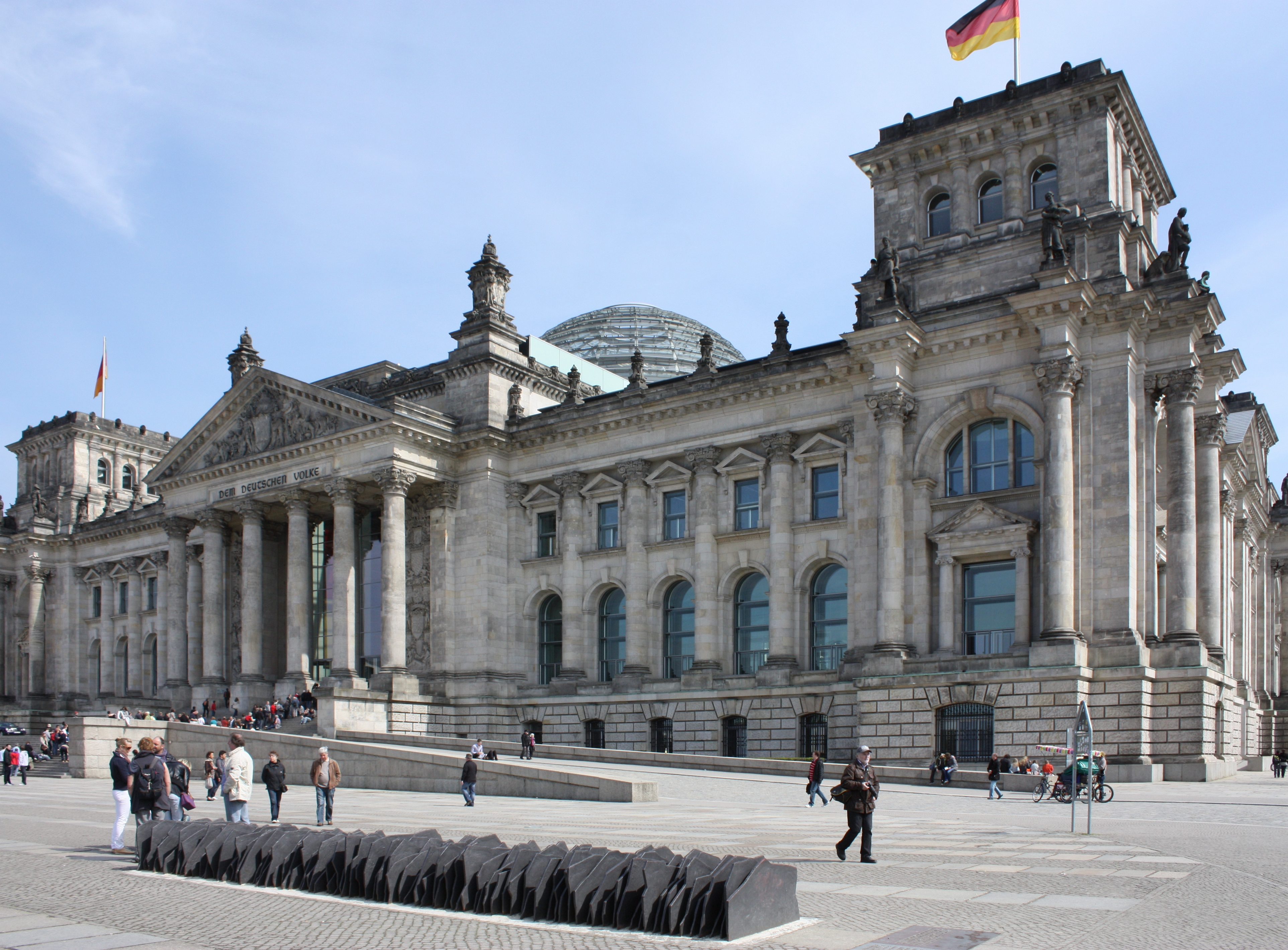
Gedenktafeln am Reichstag

- Die Universität Erlangen verlieh Hamm 1927 die Ehrendoktorwürde.

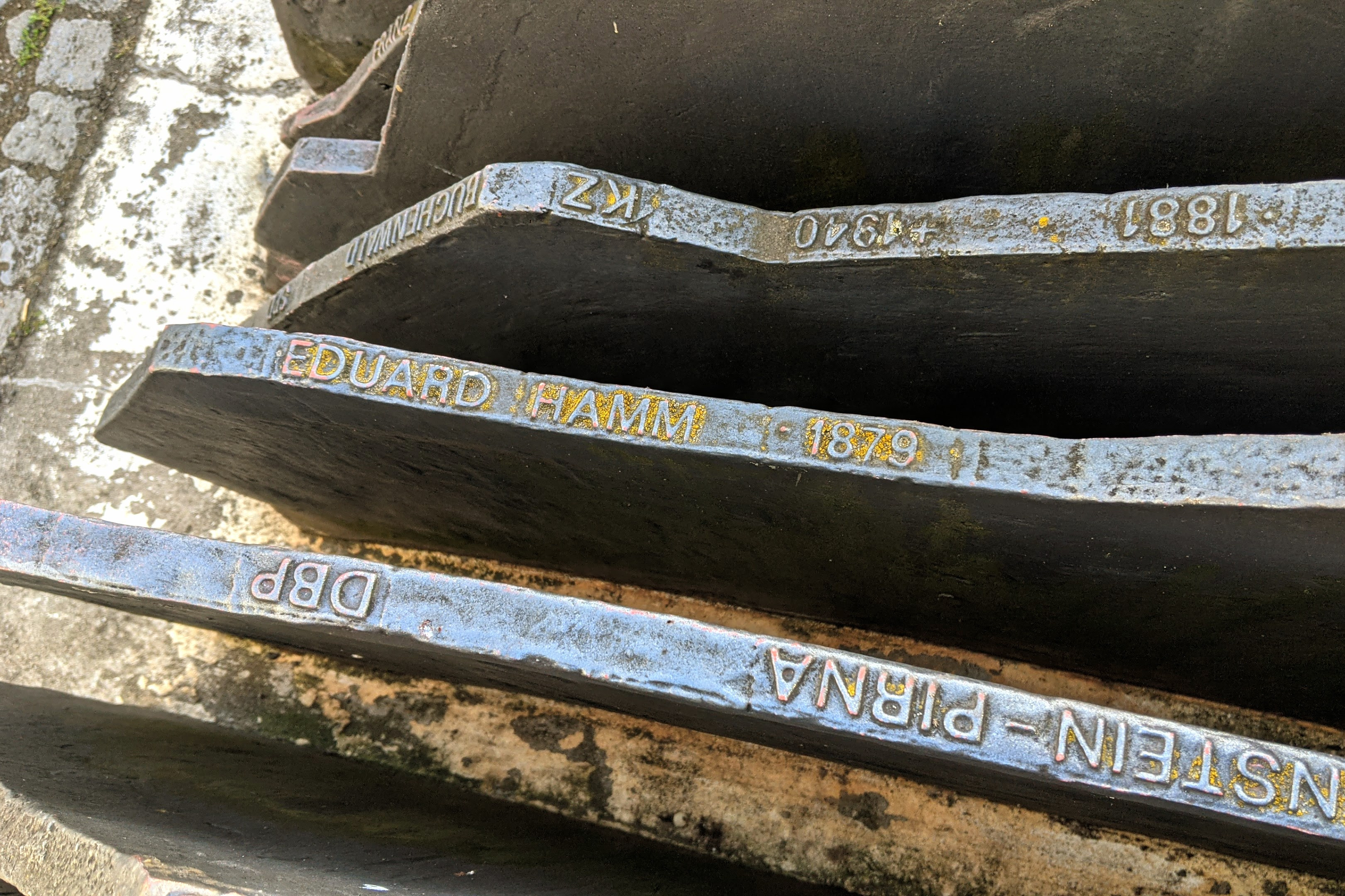
Gedenktafel für Eduard Hamm vor dem Reichstag

- Gedenktafel für Eduard Hamm vor dem ReichstagSeit 1992 erinnert in Berlin in der Nähe des Reichstags eine der 96 Gedenktafeln für von den Nationalsozialisten ermordete Reichstagsabgeordnete an ihn.
- Am 23. September 2011 wurde Eduard Hamm durch die Gemeinde Reit im Winkl im Ortsteil Oberbichl unweit seines früheren Hofes ein Gedenkstein gesetzt.[4]
- 2014 benannte Bundeswirtschaftsminister Sigmar Gabriel am 70. Todestag Eduard Hamms die Bibliothek seines Ministeriums nach seinem Vorgänger im Amt.[5] Aufschrift der Gedenktafel im Bundeswirtschaftsministerium:

„Dr. h.c. Eduard Hamm, * 16. Oktober 1879 in Passau, † 23. September 1944 in Berlin, Reichswirtschaftsminister vom 30. November 1923 bis zum 15. Januar 1925 in der Weimarer Republik, bedeutender Wirtschaftspolitiker und unerschütterlicher Verfechter einer sozialen und liberalen Demokratie. Reichstagsabgeordneter der Deutschen Demokratischen Partei (DDP) von 1920 bis 1924. Eduard Hamm warnte früh vor der nationalsozialistischen Hetze. 1933 entfernten ihn die Nationalsozialisten aus dem Staatsdienst. Wegen der Beteiligung an der Verschwörung gegen Adolf Hitler am 20. Juli 1944 wurde er verhaftet und verlor unter bis heute ungeklärten Umständen während der Verhöre der Gestapo-Haft sein Leben. Eduard Hamm starb für seine demokratische und liberale Überzeugung.“

- Am 14. Oktober 2016 wurde in der Passauer Bahnhofstraße 10 eine Gedenktafel für Eduard Hamm enthüllt.[6][7]

- In Passau ist die Eduard-Hamm-Straße nach ihm benannt, ebenso die Hammstraße in München.

- Am 23. September 2019 wurde an seinem ehemaligen Wohnort, Berlin-Charlottenburg, Otto-Suhr-Allee 143, eine Gedenktafel enthüllt.
- Am 15. Oktober 2019 wurde in der Universitätsbibliothek Passau eine Sonderausstellung über Leben und Wirken Eduard Hamms eröffnet.[8]